# Distretto di Alberto Leveau
Il distretto di Alberto Leveau è uno dei nove distretti  della provincia di San Martín, in Perù. Si trova nella regione di San Martín e si estende su una superficie di 268,4 chilometri quadrati.

Istituito il 15 dicembre 1961, ha per capitale la città di Utcurarca; al censimento 2005 contava 1.022 abitanti.